# Ambohimasina (Arivonimamo)
Pour les articles homonymes, voir Ambohimasina.
Ambohimasina est une commune urbaine malgache, située dans la partie nord-est de la région d'Itasy.